# 1,1'-Azobis-1,2,3-triazol
1,1′- Azobis-1,2,3-triazol je umereno eksplozivno, ali relativno stabilno hemijsko jedinjenje koje sadrži dugačak kontinuirani lanac atoma azota, sa neprekinutim lancem od osam atoma azota ciklizovanih u dva 1,2,3-Triazolnih prstenova. Stabilan je do 194 °C (381 °F; 467 K). Jedinjenje pokazuje cis-trans izomerizam u centralnoj azo grupi: trans izomer je stabilniji i žut je, dok je cis izomer manje stabilan i plave je boje. Dva prstena su aromatična i formiraju konjugovani sistem sa azo vezom. Ovohromofor omogućava da se trans jedinjenje izomerizuje u cis kada se tretira odgovarajućom talasnom dužinom ultraljubičastog svetla.
1,1'-Azobis-1,2,3-triazol je takođe i organsko jedinjenje, koje sadrži 4 atoma ugljenika i ima molekulsku masu od 164,128 .

## Osobine
| Osobina                  | Vrednost |
| ------------------------ | -------- |
| Broj akceptora vodonika  | 6        |
| Broj donora vodonika     | 0        |
| Broj rotacionih veza     | 2        |
| Particioni koeficijent ( | 0,7      |
| Rastvorljivost (logS, log(mol/L))       | -1,2     |
| Polarna površina (PSA, Å2)  | 86,1     |

## Srodna jedinjenja
Klapotke i Piercei su 2011. godine pripremili azobis(tetrazol) koji ima desetoazotni lanac. Rekord je kasnije preuzelo jedinjenje lanca N11 koje je sintetizovala grupa kineskih istraživača. Sistem razgranatog lanca N11 je takođe prijavljen kao deo nestabilnog ali veoma bogatog derivata azidotetrazola sa formulom C2N14.

## Literatura
- Clayden, Jonathan; Greeves, Nick; Warren, Stuart; Wothers, Peter (2001). Organic Chemistry (I изд.). Oxford University Press. ISBN 978-0-19-850346-0.
- Smith, Michael B.; March, Jerry (2007). Advanced Organic Chemistry: Reactions, Mechanisms, and Structure (6th изд.). New York: Wiley-Interscience. ISBN 0-471-72091-7.
- Katritzky A.R.; Pozharskii A.F. (2000). Handbook of Heterocyclic Chemistry (Second изд.). Academic Press. ISBN 0080429882.